# Mochlus productus
Mochlus productus (вертлявий сцинк Буленджера) — вид сцинкоподібних ящірок родини сцинкових (Scincidae). Ендемік Сомалі.

## Поширення і екологія
Mochlus productus мешкають на півдні Сомалі, в регіонах Середня Шабелле, Гедо, Середня Джуба, Нижня Джуба і Бай. Вони живуть на сухих луках, в сухих чагарникових заростях, рідколіссях і тропічних лісах.